# Синдром Тричера Коллінза
Синдром Тричера Коллінза (англ. Treacher Collins syndrome, TCS або ТКС, щелепно-лицевий дизостоз, отомандибулярна дисплазія) — аутосомно-домінантне захворювання, що характеризується черепно-лицьовою деформацією. Описаний англійським офтальмологом Едвардом Тричером Коллінзом у 1900 році.
Синдром Тричера Коллінза зустрічається у одного із 50 000 немовлят. Типові клінічні ознаки: грубий дефект лицьової частини черепа, косоокість, колобоми повік; розмір рота, підборіддя та вух значно менше норми. У деяких випадках — ослаблення слуху. У людей із синдромом Тричера Коллінза зустрічається звичайний інтелект.

## Етіологія
Причиною захворювання є найчастіше нонсенс-мутація (виникнення стоп-кодону) в гені TCOF1, що призводить до гаплонедостатності. Ген TCOF1 розташований у локусі 5q32-33, на довгому (q) плечі 5-ї хромосоми, починається від 149 737 202-ї пари основ і закінчується на 149 779 871-й парі основ. Продукт гена TCOF1 — ядерний транспортний білок, який експресується у багатьох тканинах під час ембріонального та постембріонального розвитку та бере участь у транскрипції ДНК. При синдромі Тричера Коллінза розвивається стан, за якого половинної кількості генного продукту недостатньо для нормального функціонування організму.

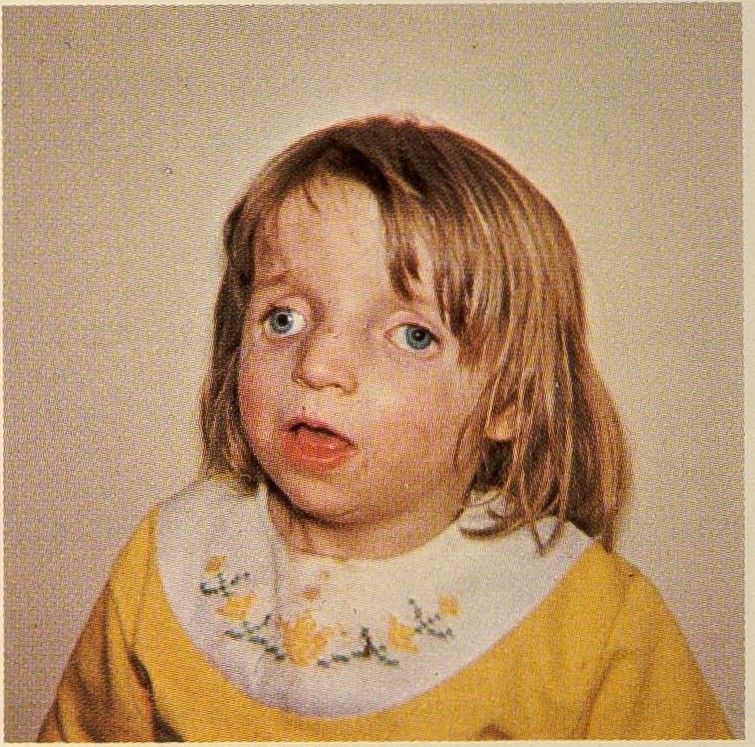

Синдром успадковується за аутосомно-домінантним принципом та характеризується високою пенетрантністю. Експресивність може бути від помірної до вираженої, тому тяжкість дефекту відмінна у різних пацієнтів — від майже непомітних ознак до вкрай важких форм. У більшості пацієнтів слаборозвинені лицьові кістки, що призводить до «затонулого» обличчя, великий ніс і дуже маленькі щелепи та підборіддя (мікрогнатія). У деяких хворих присутня так звана вовча паща. У важких випадках мікрогнатія може витісняти язик постраждалих новонароджених достатньо, щоб викликати перешкоду ротоглотки та потенційно небезпечних для життя захворювань дихальних шляхів. Вроджена вада серця є незвичайною особливістю.

## Лікування
У лікуванні пацієнтів, які постраждали від ТКС, застосовується міждисциплінарний підхід, тобто потрібні втручання різних фахівців. Основні проблеми у пацієнтів з ТКС — порушення ковтання та прохідності дихальних шляхів. Деякі пацієнти потребують трахеостомії. Гастростома може бути необхідна для забезпечення адекватного споживання їжі та захисту дихальних шляхів. Питання про хірургічне відновлення структури особи вирішується індивідуально та здійснюється після досягнення певного віку.
Втрата слуху при синдромі Тричера Коллінза викликана деформацією структур у зовнішньому та середньому вусі. Втрата слуху, як правило, двостороння. Навіть у тих випадках, коли вушні раковини та зовнішні слухові проходи не порушені синдромом, ланцюги слухових кісток часто пошкоджені. Спроби хірургічним шляхом відновити зовнішній слуховий хід для покращення слуху в дітей із ТКС не дали позитивних результатів. Переважною виявилася слухова реабілітація зі слуховими апаратами костной проводимости або звичайними слуховими апаратами.

## У культурі
- «Диво» — художній фільм-драма 2017 року, де головний герой хворіє на синдром Тричера Коллінза.